# Dujakovci
Dujakovci (cyr. Дујаковци) – wieś w Bośni i Hercegowinie, w Republice Serbskiej, w mieście Banja Luka. W 2013 roku liczyła 118 mieszkańców.